# Les Clefs de la maison
Pour plus de détails, voir Fiche technique et Distribution.
Les Clefs de la maison (Le chiavi di casa) est un film franco-germano-italien réalisé par Gianni Amelio, sorti en 2004.
Librement adapté du livre autobiographique Nés deux fois (it) de Giuseppe Pontiggia, le film a été présente en compétition à la Mostra de Venise 2004.

## Synopsis
Gianni (Kim Rossi Stuart) est un jeune père qui a abandonné son fils Paolo à la naissance. L'enfant (Andrea Rossi) est né handicapé, et sa mère est morte lors de l'accouchement.
Quinze ans plus tard, il décide de faire la connaissance de son fils. L'occasion est donnée par un voyage pour amener le jeune homme à une clinique de Berlin pour y suivre certaines thérapies. Durant le séjour dans la ville allemande, Gianni fera la connaissance de Nicole (Charlotte Rampling), une femme mure handicapée, qui lui fera comprendre la grandeur de la tâche qui l'attend. Également grâce à Nicole, Gianni et Paolo apprennent à se connaître à fond et à se confronter.

## Fiche technique
- Titre original : Le chiavi di casa
- Titre français : Les Clefs de la maison
- Réalisation : Gianni Amelio
- Scénario : Gianni Amelio, Sandro Petraglia, Stefano Rulli
- Direction artistique : Didi Richter
- Costumes : Cristina Francioni, Piero Tosi
- Photographie : Luca Bigazzi
- Montage : Simona Paggi
- Musique : Franco Piersanti
- Production : Gianfranco Barbagallo, Karl Baumgartner, Enzo Porcelli, Bruno Pésery, Michael Schwarz
- Société(s) de production : Jean Vigo Italia, Achab Film, Pola Pandora Film Produktion, Aréna Films, Arte France Cinéma, Bavaria Film, ZDF/Arte, Bayerischer Rundfunk, Sky, Lakeshore Entertainment, Canal+, Bulbul Films
- Société(s) de distribution : 01 Distribution (Italie)
- Pays d'origine :  Italie,  France,  Allemagne
- Langue originale : italien
- Format : couleur, sonore
- Genre : drame
- Durée : 105 minutes
- Dates de sortie :
  -  Italie : 10 septembre 2004
  -  France : 15 septembre 2004

## Distribution
- Kim Rossi Stuart : Gianni
- Andrea Rossi : Paolo
- Charlotte Rampling : Nicole
- Alla Faerovich : Nadine
- Pierfrancesco Favino : Alberto
- Manuel Katzy : chauffeur de taxi
- Michael Weiss : Andreas
- Thorsten Schwarz : infirmier
- Dirk Zippa : garçon en chaise roulante
- Barbara Koster-Chari : infirmière
- Anita Bardeleben : docteur

## Distinctions
- 2004 - Mostra de Venise
  - Prix Pasinetti : Gianni Amelio
  - Prix Pasinetti : Kim Rossi Stuart
  - Prix Sergio Trasatti : Gianni Amelio
  - Prix CinemAvvenire : Gianni Amelio
  - Nomination Lion d'or : Gianni Amelio
- 2005 - David di Donatello
  - Meilleur son en prise directe : Alessandro Zanon
  - Nomination Meilleur film : Gianni Amelio et Enzo Porcelli
  - Nomination Meilleur réalisateur : Gianni Amelio
  - Nomination Meilleur scénario : Gianni Amelio, Sandro Petraglia et Stefano Rulli
  - Nomination Meilleur acteur : Kim Rossi Stuart
  - Nomination Meilleur musicien : Franco Piersanti
  - Nomination Meilleur montage : Simona Paggi
- 2005 - Ruban d'argent
  - Meilleur réalisateur : Gianni Amelio
  - Meilleure photographie : Luca Bigazzi
  - Meilleur son en prise directe : Alessandro Zanon
  - Meilleur producteur : Enzo Porcelli
  - Nomination Meilleur acteur : Kim Rossi Stuart
  - Nomination Meilleur second rôle : Pierfrancesco Favino
  - Nomination Meilleur scénario : Gianni Amelio, Sandro Petraglia et Stefano Rulli
  - Nomination Meilleur montage : Simona Paggi
- 2005 - Globe d'or
  - Meilleur acteur : Kim Rossi Stuart
  - Nomination Meilleur film : Gianni Amelio
- 2005 - Ciak d'or
  - Meilleur second rôle : Pierfrancesco Favino
  - Meilleur scénario : Gianni Amelio, Sandro Petraglia et Stefano Rulli